# The Most Beautiful Villages in Russia
Samyye krasivyye derevni Rossii (in russo Самые красивые деревни России?, , I Villaggi più belli della Russia) è un'associazione privata creata nel 2014 con sede a Saint-Antoine-sur-Richelieu e ispirata all'associazione dei Les Plus Beaux Villages de France.
Samyye krasivyye derevni Rossii sono associati all'associazione internazionale Les Plus Beaux Villages de la Terre.

## I 47 borghi
Ecco i 47 borghi che fanno parte dell'associazione The Most Beautiful Villages in Russia. 
| Borgo                     | Soggetto federale |
| ------------------------- | ----------------- |
| Andrichevskaya            | Arcangelo         |
| Baragkhan                 | Buriazia          |
| Bol'shoy Kunaley          | Buriazia          |
| Bukhalovo                 | Arcangelo         |
| Desyatnikovo              | Buriazia          |
| Ferapontovo               | Vologda           |
| Gorbachikha               | Arcangelo         |
| Izborsk                   | Pskov             |
| Kachikova Gorka           | Arcangelo         |
| Karpoga                   | Arcangelo         |
| Khargana                  | Buriazia          |
| Kiltsa                    | Arcangelo         |
| Kimzha                    | Arcangelo         |
| Kinerma                   | Carelia           |
| Korostyn'                 | Novgorod          |
| Kositsyna                 | Arcangelo         |
| Kyanda                    | Arcangelo         |
| Lyadiny                   | Arcangelo         |
| Naryn-Atsagat             | Buriazia          |
| Nizhmozero                | Arcangelo         |
| Oshevensky Pogost         | Arcangelo         |
| Pežma                     | Arcangelo         |
| Piala                     | Arcangelo         |
| Posad                     | Arcangelo         |
| Posolskoye                | Buriazia          |
| Purnema                   | Arcangelo         |
| Ryzhkovo                  | Arcangelo         |
| Šelochovskaja             | Arcangelo         |
| Semenovo                  | Arcangelo         |
| Shyoltozero               | Carelia           |
| Staraja Ladoga            | Leningrado        |
| Suzdal'                   | Vladimir          |
| Tarasovskaya              | Vologda           |
| Tarbagataj                | Buriazia          |
| Tot'ma                    | Vologda           |
| Tyryshkino                | Arcangelo         |
| Ustjužna                  | Vologda           |
| Velikij Ustjug            | Vologda           |
| Velikoye                  | Jaroslavl'        |
| Verkola                   | Arcangelo         |
| Veršinino                 | Arcangelo         |
| Volgoverkhovie (Ostaškov) | Tver'             |
| Sadovaya                  | Vologda           |
| Vorzogory                 | Arcangelo         |
| Vyatskoe                  | Jaroslavl'        |
| Yarikta                   | Buriazia          |